# Canapi
Canapi is een gemeente in de Braziliaanse deelstaat Alagoas. De gemeente telt 18.397 inwoners (schatting 2009).
De gemeente grenst aan Inhapi, Maravilha, Mata Grande, Ouro Branco en Senador Rui Palmeira.